# Idkerberget
Idkerberget är ett samhälle i Borlänge kommun. På orten finns Idkerbergets kapell, byggt 1904, och resterna av Idkerbergets gruva, nedlagd 28 februari 1977. Bebyggelsen i samhället med området norr därom avgränsades av SCB 1960 till en tätort. Vid avgränsningen 2020 var avståndet mellan bebyggelsen norr och söder om gruvhålet sådant att tätorten delades upp i två småorter, där denna artikel handlar om bebyggelsen söder om gruvhålet och Idkerberget norr om bebyggelsen norr därom.

## Idkerbergets gruva

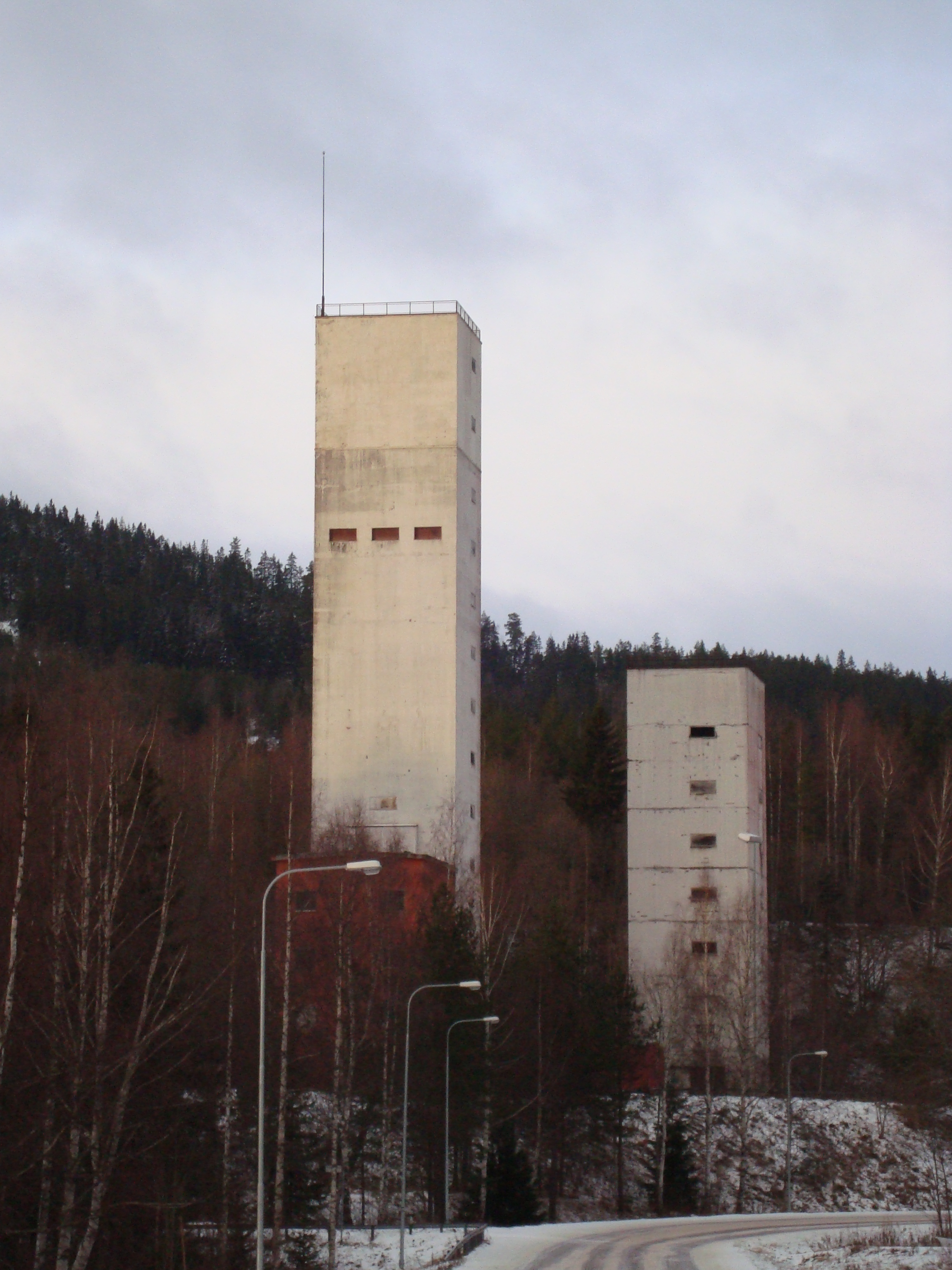
Berglaven från 1952 och personlaven från 1954

De första utmålen för Idkerbergets gruva erhölls 1759 och 1783. Storskalig brytning startades 1902 av Idkerbergets gruvaktiebolag, som var ett dotterbolag till Stora Kopparbergs Bergslags AB. Gruvan fick två gruvlavar i betong 1952 respektive 1954. 1908 låg produktionen av järnmalm mellan 50 000 och 100 000 ton. Malmen fraktades mellan åren 1902 och 1912 med linbana till Ulfshyttan, men 1 oktober 1912 invigdes Rämshyttan-Idkerbergets järnväg till bruket i Rämshyttan.

### Raset vid Idkerberget 1961
Gruvan blev känd i hela Sverige vid det stora raset på morgonen 16 mars 1961. Förutom att skapa ett stort hål i marken, tog raset med sig ett garage, nio bilar och en lekplats. 70 personer fick evakueras, 26 personer blev utan bostad, men ingen person skadades fysiskt. 

## Befolkningsutveckling
| Befolkningsutvecklingen i Idkerberget 1950–2015 | Befolkningsutvecklingen i Idkerberget 1950–2015 | Befolkningsutvecklingen i Idkerberget 1950–2015 | Befolkningsutvecklingen i Idkerberget 1950–2015 | Befolkningsutvecklingen i Idkerberget 1950–2015 |
| ----------------------------------------------- | ----------------------------------------------- | ----------------------------------------------- | ----------------------------------------------- | ----------------------------------------------- |
|                                                 |                                                 |                                                 |                                                 |                                                 |
| År                                              |                                                 |                                                 | Folkmängd                                       | Areal (ha)                                      |
| 1950                                            | 1950                                            |                                                 | 650                                             |                                                 |
| 1960                                            | 1960                                            |                                                 | 700                                             |                                                 |
| 1965                                            | 1965                                            |                                                 | 471                                             |                                                 |
| 1970                                            | 1970                                            |                                                 | 492                                             |                                                 |
| 1975                                            | 1975                                            |                                                 | 431                                             |                                                 |
| 1980                                            | 1980                                            |                                                 | 399                                             |                                                 |
| 1990                                            | 1990                                            |                                                 | 347                                             | 122                                             |
| 1995                                            | 1995                                            |                                                 | 348                                             | 122                                             |
| 2000                                            | 2000                                            |                                                 | 343                                             | 122                                             |
| 2005                                            | 2005                                            |                                                 | 321                                             | 122                                             |
| 2010                                            | 2010                                            |                                                 | 290                                             | 121                                             |
| 2015                                            | 2015                                            |                                                 | 252                                             | 77                                              |
|                                                 |                                                 |                                                 |                                                 |                                                 |